# Грибанов, Михаил Григорьевич
Михаи́л Григо́рьевич Гриба́нов (1906 — 1987) — советский дипломат, Чрезвычайный и полномочный посол.

## Биография
Родился 14 октября 1906 года в селе Дугна (ныне — Ферзиковского района Калужской области).
В 1922—1926 годах учился в Каровском педагогическом техникуме. Член ВКП(б) (1939). Окончил Первый Московский государственный университет, факультет советского права МГУ в 1930 году.
В 1930 году направлен на работу в Институт техники управления при Народном комиссариате рабоче-крестьянской инспекции. В 1934 году направлен на работу в Комиссию советского контроля при СНК СССР. В 1938 году направлен на работу в Институт права АН СССР.
В 1939 году под научным руководством академика А. Я. Вышинского защитил кандидатскую диссертацию на тему «Хозяйственно-организационная и культурно-воспитательная функция Советского государства». Кандидат юридических наук.
Владел английским, французским, немецким, норвежским языками.
5 мая 1941 года приглашён А. Я. Вышинским на работу в НКИД СССР в должность старшего референта секретариата заместителя народного комиссара иностранных дел А. Я. Вышинского. В мае 1943 года назначен помощником А. Я. Вышинского.
В 1943 году направлялся для выполнения поручений в Алжир, Бриндизи (Италия), где встречался с маршалом Бадольо.
В 1945 году участвовал в работе Крымской (Ялтинской) конференции глав правительств стран-союзников.

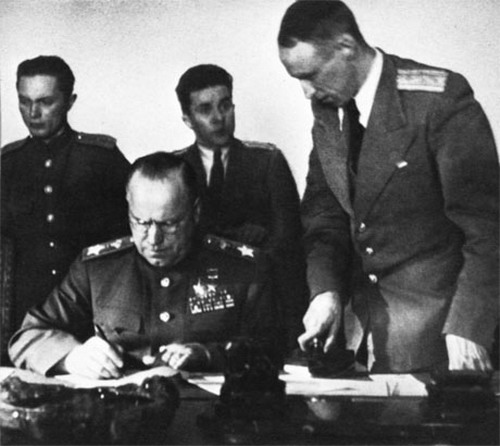
Подписание акта капитуляции Германии, 1945 г. М. Г. Грибанов стоит за Г. Жуковым

В полночь 8 мая 1945 года в Карлсхорсте присутствовал при подписании акта о капитуляции Германии. В этом же году принял участие в работе Потсдамской (Берлинской) конференции.
С 20 ноября 1945 по 1 октября 1946 года работал при Международном Нюрнбергском трибунале.
В июле-октябре принимал участие в работе Парижской мирной конференции. В связи с восстановлением дипломатических отношений между СССР и Швейцарией, в сентябре 1946 года назначен советником миссии СССР в Швейцарии. В мае 1947 года назначен первым заместителем политического советника Советской администрации Восточной Германии, одновременно поручено руководство юридическим директоратом (комитетом) Контрольного совета по Германии, состоявшего из представителей СССР, США, Великобритании и Франции. За работу в Германии награждён Орденом Трудового Красного Знамени.
В июне 1949 года был возвращён в центральный аппарат МИД СССР и назначен заместителем заведующего, а затем заведующим 3-го Европейского отдела МИД СССР (Норвегия, Дания, Швеция, Исландия, Финляндия).
В апреле 1956 года назначен чрезвычайным и полномочным послом СССР в Норвегии. Принимал непосредственное участие в работе по увековечиванию памяти о советских воинах, погибших при освобождении Норвегии. Принял решение о публикации «Дневников русской мамы» — Марии Эстрем. За время работы в Норвегии награждён орденом «Знак Почёта».
В апреле 1962 года назначен заведующим первым отделом Управления внешнеполитической информации МИД СССР, с августа 1966 года — заместитель начальника Управления, с 1968 года — начальник Управления внешнеполитической информации (затем — Управление по общим международным проблемам МИД СССР).
С 1962 по 1974 год неоднократно выезжал в качестве советника в Камерун, Японию, Италию. В сентябре 1972 года поручено руководство советской делегацией на международной конференции по разработке гуманитарного права в виде дополнений к Женевским конвенциям 1949 г.
С 1977 года — эксперт отдела публикации дипломатических документов МИД СССР.
Работал в МИД СССР до 1981 года.

## Семья
Родители: отец — Грибанов Григорий Матвеевич (1867—1932); мать — Грибанова Екатерина Семёновна (1865—1945).
Сестра — Хлопикова Мария Григорьевна (р. 1902).
Жена — Екатерина Павловна Грибанова (урождённая Шиханова, 1908—2004), родилась в пос. Нижне-Туринский завод Верхотурского уезда Пермской губернии (ныне город Нижняя Тура Свердловской области). Дочь уральского революционера Павла Ивановича Шиханова (1888—1938), сотрудника Народного комиссариата Рабоче-Крестьянской инспекции. Окончила в 1930 году факультет советского права Первого Московского государственного университета. В 1962 году издала первый русско-норвежский словарь (около 11000 слов).
Сыновья: Грибанов Леонид Михайлович (1931—2009) — заведующий лабораторией в структуре Министерства среднего машиностроения СССР; Грибанов Юрий Михайлович (р. 1938) — сотрудник Министерства внешней торговли СССР, ныне на пенсии; Грибанов Виктор Михайлович (р. 1942) — сотрудник МИД СССР, работал в посольствах СССР в Голландии, Великобритании, США.

## Награды
- Орден Отечественной войны II степени (5 ноября 1945)
- 2 ордена Трудового Красного Знамени
- орден Красной Звезды (3 ноября 1944)
- 2 ордена «Знак Почёта» (в том числе 5 ноября 1956)
- медали